# Litos
Litos es una localidad española perteneciente al municipio Ferreras de Abajo, en la provincia de Zamora y la comunidad autónoma de Castilla y León.
Se encuentra situado en la comarca de Tábara, junto a las estribaciones de la sierra de la Culebra. En su término se encuentra algunos parajes que por su altura se han convertido en estupendos miradores del territorio, como «la peña Pedrizona» (1055 m), desde la que se puede apreciar una magnífica vista del pueblo y su comarca, e incluso ver la ciudad de Benavente en días claros. Otro de sus puntos de máxima altitud es «El Pilo» (Corral de Moros – 991 m) desde donde se puede apreciar la sierra en su cara sur. Esta localidad es gestionada por una Junta Administrativa cuyo nuevo ayuntamiento inaugurado el 2011 está situado en la calle Jardines.

## Geografía
Litos se ubica en el oeste de la provincia Zamora, a unos 772 m y en la estribación norte de la sierra de la Culebra. Es atravesado por el río Castrón que, nacido en un manantial al oeste del término municipal de Ferreras de Arriba, deja una frondosa vegetación en sus riberas y robledales, dando lugar a un mini-ecosistema húmedo durante todo el año.
Litos linda al norte con el valle de Valverde y Melgar, al este con Tábara, al oeste con Ferreras de Abajo y Ferreras de Arriba, al sur con la parte oriental norte de la sierra de la Culebra.
Existen tres principales vías de acceso a Litos. Por el norte a través de la carretera ZA-P-1509 a la altura del pK 2 que enlaza con Santa Cristina de la Polvorosa y con Benavente, situada a unos 30 km de distancia aproximadamente. Por el este viniendo de sureste por la carretera N-631 que se accede a la vez por la (Ruta de la Plata) desde Zamora y Salamanca. Y por el oeste por la N-631 desde Sanabria y Orense (Galicia).
Un ramal del Camino de Santiago de la Plata pasa por Litos, el denominado Camino de Santiago Sanabrés. Este camino, tras atravesar la comarca de Tábara –entre cuyas localidades está Litos, tal y como figura en la placa colocada en la iglesia- para dirigirse en dirección a Sanabria.
El terreno es en general rocoso y el bosque está formado principalmente por encinas, robles y monte bajo como jaras, carquexias y brezo. Posteriormente se han ido implementando algunas plantaciones de coníferas. Litos está rodeado por los siguientes montes:
- Norte: Las Longueras (829 m), y la elevación montañosa de la Dehesa del Orcejón.
- Oeste: La Charrona (886 m) y La Guadaña (903 m).
- Este: Tesico Pelado (863 m), Telesforo (880 m), Piya Blas (843 m) y el Teso de las Cuatro Marras (847 m).
- Sur: Sierrogordo (924 m), Peñifre (999 m), Pedrizona (1055 m), Peña del Carnicero (996 m), Peña Cuervo (970 m), todas ellas pertenecientes a la parte oriental de la sierra de la Culebra.

### Clima
Clima de tipo mediterráneo-continental debido a la altitud de estas tierras y a las montañas que dificultan la influencia marítima. Las temperaturas son extremas, con fríos y largos inviernos en los que la temperatura media es inferior a 4 °C, y en los que se registran con cierta alternancia valores mínimos en torno a los -9 °C. Las bajas temperaturas son habituales desde octubre hasta abril-mayo, época en la que son frecuentes las heladas. Sobre las precipitaciones, hemos de decir que no son muy frecuentes en cuanto a su intensidad.
Los veranos son breves y suaves, prácticamente los meses de julio y agosto, con temperaturas cuyo promedio se sitúa en los 21 °C, alcanzando los 30 °C con facilidad y superando frecuentemente los 35 °C en agosto. Lo más representativo es la acusada oscilación térmica entre el día y la noche. Las precipitaciones son escasas, sobre todo en los meses de verano, sometiendo a la flora y cosechas a una “sequía” anual, que gracias al agua contenida en el subsuelo no solo llegan a sobrevivir, sino que nos dan espectaculares bosques y monte bajo tan policromático, y variopinto en especies autóctonas y endémicas. Últimamente podemos afirmar que los meses de más intensidad de lluvias son octubre, noviembre, y sobre todo abril.

## Historia
Durante la Edad Media Litos quedó integrado en el Reino de León, cuyos monarcas habrían acometido la repoblación de la localidad dentro del proceso repoblador llevado a cabo en la zona,  quedando integrado en el señorío de Tábara desde 1371, señorío que posteriormente fue el Marquesado de Távara.
Dada su pertenencia al señorío tabarés, durante la Edad Moderna Litos estuvo integrado asimismo en el partido de Tábara de la provincia de Zamora, tal y como reflejaba en 1773 Tomás López en Mapa de la Provincia de Zamora. Así, al reestructurarse las provincias y crearse las actuales en 1833, la localidad se mantuvo en la provincia zamorana, dentro de la Región Leonesa, integrándose en 1834 en el partido judicial de Alcañices, dependencia que se prolongó hasta 1983, cuando fue suprimido el mismo e integrado en el partido judicial de Zamora.
En torno a 1850, el antiguo municipio de Litos se integró en el de Ferreras de Abajo.

## Patrimonio
Litos tiene dos zonas de bodegas y su barrio antiguo cuenta con notables muestras de su arquitectura tradicional -humilde y práctica-. Arquitectura que también es constatable en las diversas fuentes, hornos y otros elementos habituales de su término municipal. Tanto las viviendas como los restantes elementos constructivos, han sido construidos con los materiales propios de la zona, entre ellos el barro, la madera o la piedra.
La iglesia parroquial de la Virgen de la Asunción es una construcción nueva, con forma de torre, mientras algunas imágenes y objetos litúrgicos de su interior proceden de la antigua a la que sustituyó.
Forma parte del Camino de Santiago Sanabrés, desde el que salen diversas rutas locales que dirigen al caminante a diversos parajes de especial interés como La Pedrizona, la dehesa de Horcejón o el valle del río Castrón además de un área recreativa acondicionada para el ocio en el propio pueblo.
Cuenta con un paisaje excepcional, de densa vegetación y fauna salvaje. En muchos de sus parajes aún son divisables los característicos corrales de planta rectangular —aunque en la mayor parte de la sierra son circulares— que se usaron para proteger el ganado del lobo —omnipresente en la historia local-, entre los que destaca el «Corralón de los Moros» cuyo origen se desconoce aunque se asocia a la cultura castreña de este territorio.

## Demografía
La población y la expansión de Litos ha sido mermada como la mayoría de los pueblos de España debido a la emigración acaecida durante los años 1950 a 1960. Quedando según vemos en la siguiente tabla su máxima cota de habitantes en 621, finales de 1960 (extracto del trabajo de D. José Ferrero, habitantes durante el siglo XX):
Litos contaba en 2013 con 133 habitantes censados, de los cuales 64 eran hombres y 69 mujeres, aunque en el periodo estival su población se ve incrementada de forma considerable con motivo de las fiestas patronales de agosto. Pertenece judicialmente al partido judicial de Zamora.
| Año  | Enero | Diciembre |
| ---- | ----- | --------- |
| 1910 | 359   | 364       |
| 1920 | 356   | 402       |
| 1930 | 436   | 446       |
| 1940 | 572   | 559       |
| 1950 | 613   | 586       |
| 1960 | 621   | 590       |
| 1970 | 462   | 412       |
| 1981 | 277   | 241       |
| 1991 | 188   | 200       |

## Economía
Litos es un pueblo mayoritariamente ganadero, con cabañas de vacuno, avícola, y lanar. Todas ellas soportadas en gran mayoría por las subvenciones. En cuanto a la agricultura, al ser tierra de secano y no contar con regadío, influido igualmente por el clima de la sierra, no es apto para toda clase de cultivo, aunque sí se da el trigo, el centeno y la avena, aunque esta última posee una resistencia al frío menor que la cebada y el trigo.
Además de ser una economía agropecuaria en Litos existen otras empresas: de reciclado de aceites industriales, carpintería, restauración (bar-restaurante).

### Instalaciones
- Ayuntamiento y oficinas municipales (350 m²).
- Consultorio médico (44,88 m²).
- Sala Polivalente.
- Tanatorio (70 m²).
- Local de la Peña Recreativo Cultural El Pilo.
- Zona recreativa (Pistas de baloncesto y columpios infantiles).
- Teleclub

## Gastronomía
La cocina tradicional de Litos, al igual que la de su comarca y provincia, se enmarca dentro de la cocina tradicional mediterránea. En su elaboración se utiliza la combinación de los productos básicos que se obtienen de su entorno. Entre los platos elaborados, destacan por su mayor popularidad las sopas de ajo, el hornazo y las figüelas. De todos ellos, las «firigüelas o figüelas» destacan por ser un postre típico de carnaval, de la misma familia que las hojuelas castellanas, las crepes bretonas y los freixos o filloas gallegas.

## Actividades culturales
Litos, cuenta con una asociación cultural denominada Peña Recreativo Cultural El Pilo. Una asociación que vela por las fiestas del pueblo así como la promoción de nuestra cultura a favor de los jóvenes, niños y mayores. El día 17 de septiembre de 1987 quedó oficialmente constituida la asociación PEÑA RECREATIVO CULTURAL EL PILO, siendo Presidente de la misma durante este año y el anterior Manuel Colino.
La Asociación Litense de Arte Contemporáneo Olga Antón. Un Centro de Arte donde acometer proyectos culturales propios y ajenos según su manera de entender el Arte y contando con la colaboración de artistas y personas cercanas a su fundadora, Olga Antón.